# Пасхальное восстание
Пасхальное восстание (ирл. Éirí Amach na Cásca, англ. Easter Rising) — вооружённое восстание, организованное в Ирландии во время Пасхальной недели (то есть следующей недели после Пасхи) в 1916 году. Ирландские республиканцы планировали воспользоваться участием Великобритании в Первой мировой войне и провозгласить независимую Ирландскую Республику, покончив с британским правлением на острове. Пасхальное восстание было самым значительным антибританским выступлением в Ирландии со времён восстания 1798 года.
Организованное семью членами военного совета Ирландского республиканского братства, восстание началось в понедельник Пасхальной недели, 24 апреля 1916 года, и продлилось шесть дней. Члены организации «Ирландские добровольцы», которых возглавил учитель и поэт Патрик Пирс, объединившись с Ирландской Гражданской Армией Джеймса Коннолли и двумястами членами организации Cumann na mBan, захватили несколько ключевых мест в Дублине и провозгласили независимость Ирландской Республики. Кроме того, выступления происходили и в других частях страны, однако за исключением атаки на казармы Ирландской королевской полиции в Ашборне, графство Мит, все они были незначительны.
Благодаря значительному численному превосходству и использованию артиллерии, британской армии удалось быстро подавить восстание и двадцать девятого апреля Пирс согласился на безоговорочную капитуляцию. По решению военного трибунала большинство лидеров восстания были казнены, однако это не смогло остановить рост революционных настроений в Ирландии. Число сторонников провозглашения независимой Ирландской Республики продолжало расти, как из-за продолжавшейся войны в Европе и на Ближнем Востоке, так и в результате Призывного Кризиса в 1918 году. Окончились ничем и попытки мирного урегулирования ирландского вопроса, предпринятые на заседании специальной ассамблеи (см. Irish Convention). Революции в континентальной Европе ещё больше ободрили ирландских революционеров. В декабре 1918 республиканцы (в то время их представляли члены партии Шинн Фейн) получили 73 ирландских места из 105 во время всеобщих выборов в британский парламент. 21 января 1919 года они созвали первый ирландский парламент (Дойл Эрен) и провозгласили независимость Ирландской Республики. В тот же день, с нападения на полицейских, перевозивших взрывчатку в графстве Типперери, началась война за независимость Ирландии.

## Предпосылки
В 1800 году Акт об унии Великобритании и Ирландии запретил отдельный ирландский парламент, предоставив взамен Ирландии представительство в Парламенте Великобритании. Многие ирландские националисты ещё тогда протестовали против этой унии. Они считали, что это решение не даст Ирландии никаких преимуществ, но наоборот — поставит её в ещё более зависимое от Англии положение, а также усилит эксплуатацию страны англичанами. Оппозиция принимала различные формы: конституционную (Ассоциация отзыва унии (англ. Repeal Association), основанная Дэниэлом О’Коннелом, Лига гомруля, основанная Исааком Баттом), социальную (упразднение англиканства как официальной религии в Ирландии, основание Ирландской Национальной Земельной Лиги) и революционную (восстание 1848 года, восстание Фениев 1867 года). Сторонники конституционных преобразований достигли наибольших успехов в период с 1880-х по 1890-е года. То были годы активной политической деятельности Ирландской парламентской партии, возглавляемой Чарльзом Стюартом Парнеллом. Благодаря усилиям её представителей, правительство Уильяма Гладстона, премьер-министра от Либеральной партии, дважды вносило на рассмотрение в Парламент законопроект о гомруле. Первый законопроект о гомруле был внесён на рассмотрение Палаты общин в 1886 году и был провален во втором чтении, второй законопроект о гомруле в 1893 году прошёл через Палату общин, однако был провален в Палате лордов. Эти неудачи привели многих молодых и радикально настроенных националистов к выводу, что пытаться добиться независимости конституционным путём бесполезно. В результате число сторонников радикальных сепаратистских организаций значительно увеличилось. В то же время в общественном сознании активно циркулировали идеи об Ирландии как о стране гэльской культуры, совершенно отличной от британской. Эти идеи поддерживались такими организациями, как Гэльская атлетическая ассоциация и Гэльская лига, за новое культурное возрождение ратовал ирландский поэт Уильям Йейтс, его активно пропагандировал Артур Гриффит в своей газете «Шинн фейн».
В 1912 году премьер-министром Великобритании Генри Асквитом в Парламент был внесён третий закон о гомруле. На сей раз против него выступили ирландские юнионисты с Эдвардом Карсоном во главе. Закон о гомруле, по их мнению, предвещал появление в Дублине католического правительства, которое будет подвержено влиянию Римского Папы. Юнионистами были сформированы Ольстерские Добровольческие Силы — вооружённые отряды, призванные противостоять принятию закона о гомруле. Создание этих отрядов положило начало так называемому Кризису гомруля.
25 ноября 1913 года Ирландское республиканское братство (ИРБ) воспользовалось возможностью создать свою собственную вооружённую организацию, целью которой, как заявлялось, было «обеспечить соблюдение прав и свобод, общих для всего ирландского народа». Возглавил «Ирландских добровольцев» — а именно такое название получила созданная организация — Оуэн Макнейл, на тот момент в ИРБ даже не состоявший. В управляющий комитет новообразованной организации вошли люди с самыми разными политическими взглядами, организация провозглашала, что доступ в неё открыт для «всех полноценных ирландцев любого вероисповедания, любых политических взглядов». Ещё одно вооружённое формирование, Ирландская гражданская армия, было создано в том же году профсоюзными лидерами во время дублинского локаута. Столь резкая милитаризация ирландской политики совпала по времени с началом Первой Мировой войны, благодаря чему во многом осталась в тени событий, связанных с участием Великобритании и Ирландии в этом конфликте.
Несмотря на то, что многие ирландцы записывались добровольцами в ирландские полки и дивизии сформированной лордом Китченером армии, стремление ввести в Ирландии призыв, мягко говоря, не нашло понимания у местных жителей. Вступление в силу принятого в 1914 году Акта о правительстве Ирландии (он же третий закон о гомруле, прошедший, наконец, обсуждение в Парламенте) было отложено до окончания войны. Кроме того, британское правительство поставило условием вступления в силу этого акта разрешение призыва. Принятый в 1916 году Акт о военной службе уже разрешал призыв, однако его действие не затрагивало территорию Ирландии, теперь власти хотели расширить действие призыва и на жителей Ирландии. Такая связь призыва и гомруля привела в ярость как представителей ирландских сепаратистов, так и юнинонистов, вызвав массовые протесты в Ирландии.

## Подготовка восстания
Пятого сентября 1914 года, через месяц после того, как Великобритания объявила Германии войну, состоялось заседание верховного совета ИРБ. Собравшиеся решили организовать восстание прежде, чем закончится война и принять от Германии любую помощь, которую та сможет предложить. Ответственность за подготовку восстания возложили на Тома Кларка и Шона МакДермотта. Организация ирландских добровольцев к тому моменту уже разделилась на две группы — часть выступила в поддержку Британии в свете начавшейся войны. Другая, меньшая часть, сформировала штаб восстания, в который вошли Патрик Пирс, отвечавший за военную организацию, Джозеф Планкетт, отвечавший за военные операции и Томас Макдона, отвечавший за обучение. Позднее, к ним присоединился Имон Кент, отвечавший за связь. В мае 1915 года Кларк и МакДермотт создали внутри ИРБ Военный Комитет, в который также вошли Пирс, Планкетт и Кент, для составления планов восстания. Создание такого комитета, в который Кларк и МакДермотт незамедлительно включили и самих себя, позволило заговорщикам проводить собственную политику и не зависеть как от верховного руководства ИРБ, так и от руководителей «Ирландских добровольцев». Номинальный глава ИРБ, Деннис МакКаллох, как и руководитель добровольцев Оуэн Макнейл, считали, что восстание возможно только в случае массовой поддержки населения, которая должна была появиться со временем, благодаря принятию Лондоном непопулярных решений — таких, как введение призыва или преследование участников сепаратистских организаций.
В апреле 1915 года Планкетт совершил путешествие в Германию, где встретился с Роджером Кейсментом. Кейсмент прибыл в Германию из США в прошлом году по поручению американской организации Clan na Gael. По договорённости с графом фон Бернсторфом, германским послом в Вашингтоне, Кейсмент должен был попытаться набрать из пленных ирландцев добровольцев для создания ирландской бригады, которая могла бы выступить с требованием независимости Ирландии и обратиться к Германии за поддержкой. Планкетт и Кейсмент совместно разработали план, по которому немецкий экспедиционный корпус должен был высадиться на западном берегу Ирландии, в то время как восстание в Дублине отвлечёт основные силы британцев на острове. Таким образом немецкие войска, при поддержке местных представителей Добровольцев, смогут закрепиться вдоль линии реки Шаннон.
Джеймс Коннолли — видный теоретик марксизма и глава Ирландской гражданской армии (ИГА), милитаризованного общества социалистов и деятелей профсоюзов, не был осведомлён о планах ИРБ и грозился поднять восстание своими силами, если остальные партии будут бездействовать. Скорее всего, если бы такое и произошло, то ИРБ и «Добровольцы» пришли бы на помощь ИГА, но тем не менее, лидеры ИРБ встретились с Коннолли в январе 1916 года и убедили его примкнуть к ним. Все стороны договорились выступить вместе, одновременно — на Пасху. Коннолли стал шестым членом Военного комитета, а позднее добавился и седьмой — Томас Макдона.

## Неделя перед Пасхой
В попытке запутать правительственных информаторов и собственное руководство, Пирс в начале апреля выпустил приказы о трёхдневных манёврах «Ирландских добровольцев» в преддверии Пасхи (что он имел полное право сделать, как ответственный за организацию). Смысл у такого приказа был двоякий: республиканцы из сочувствующих организаций (в частности, ИРБ), ясно понимали, что на самом деле значит этот приказ, в то время как люди вроде Макнейла или представителей британских властей могли принять всё за чистую монету. Впрочем, Макнейл понимал, что что-то готовится, и угрожал сделать всё возможное, для предотвращения восстания, вплоть до звонка напрямую в Дублинский замок.
МакДермотту удалось переубедить Макнейла рассказом о договорённостях с Германией — о десанте и поставках оружия. Макнейл пришёл к выводу, что власти непременно обнаружат эту попытку высадки, после чего начнут репрессии против членов «Ирландских добровольцев», что, в свою очередь, станет поводом для ответного сопротивления. Кейсмент — разочарованный тем, что Германия выделила весьма скромное количество ресурсов для реализации его плана — вернулся в Ирландию на немецкой подлодке и был захвачен в плен сразу после высадки на берегу залива Трали. Немецкий корабль с оружием также был перехвачен британским флотом.
На следующий день Макнейл, узнав о захвате корабля, передумал в третий раз, опять став противником восстания. При поддержке других лидеров (Балмер Хобсон, Майкл О’Рахилли) он выпустил контрприказ всем Добровольцам об отмене любых мероприятий в воскресенье. Этот приказ, в итоге, не достиг цели, лишь оттянув начало восстания на один день, но значительно уменьшил количество принявших участие в восстании «добровольцев».
Британская военная разведка узнала о корабле с вооружением, высадке Кейсмента и дате восстания из перехваченных радиопереговоров между Германией и немецким посольством в США. Информация была передана заместителю министра по Ирландии, сэру Мэттью Нэйтану ещё 17 апреля, однако, без указания источника, поэтому Нэйтан сомневался в её точности. Когда новости о захвате немецкого корабля и Кейсмента достигли Дублина, Нэйтан доложил обо всём ирландскому лорду-наместнику, лорду Уимборну. Нэйтан предлагал совершить облаву на Либерти-холл, штаб-квартиру ИГА, и на склады Добровольцев в Киммедже и парке отца Мэттью, но Уимборн настаивал на аресте всех лидеров. В итоге было принято решение повременить с активными действиями до понедельника, и в то же время Нэйтан телеграфировал Главному Секретарю по Ирландии, Огастину Биреллу, в Лондон, запрашивая его одобрения. К тому моменту, когда Бирелл прислал ответ, разрешающий проведение арестов, восстание уже началось.

## Восстание в Дублине

### Понедельник после Пасхи
Ранним утром, 24 апреля 1916 года, примерно 1200 членов Добровольцев и ИГА заняли позиции в центре Дублина. Около 400 человек собрались в Либерти-холле под командованием Джеймса Коннолли.
Штаб-квартира восставших располагалась в офисе Главпочтамта (ГПО), где разместились Коннолли, осуществлявший общее военное руководство, и ещё четверо членов Военного комитета: Пирс, Кларк, МакДермотт и Планкетт. Заняв почтамт, восставшие подняли два республиканских флага и Пирс зачитал Прокламацию о создании Республики .
Помимо этого, силы повстанцев заняли позиции в здании четырёх судов, центре юридической жизни Ирландии, в здании дублинской мэрии, на бисквитной фабрике Якобс, мельнице Боланда и в здании госпиталя приюта для бедных, и в примыкавшем к нему перегонном заводе на Марроубон-лейн. Ещё одна группа, под руководством Майкла Маллина, окопалась в Сант-Стивенс-Грин.
Несмотря на слабую охрану, восставшим не удалось захватить Дублинский замок, центр британской администрации в Ирландии. Также неудача постигла их и при попытке захватить Тринити-колледж, располагавшийся в самом сердце города, и обороняемый только горсткой студентов-юнионистов. Около полудня небольшая группа восставших атаковала форт, расположенный в Феникс-парке, чтобы захватить там оружие и взорвать его, подав сигнал о начале восстания. Оружия они, впрочем, не нашли, а взрыв получился слишком маломощным, чтобы в городе его услышали.
Известны как минимум два инцидента (на фабрике Якобс и в Сант-Стивен-Грин), когда восставшие открыли огонь на поражение по обычным людям, пытавшимся напасть на них или разобрать баррикады. В других местах обошлось без убитых.
Британские военные силы оказались абсолютно не готовы к восстанию, поэтому в первый день их отпор был довольно хаотичным. Два кавалерийских отряда, один около здания четырёх судов, второй на улице О’Коннела, были отправлены на разведку и попали под огонь сил повстанцев. На Маунт-стрит отряд из числа Добровольческого Корпуса наткнулся на позиции повстанцев, в результате четверо были убиты, прежде чем отряд добрался до своих казарм.
Единственное серьёзное сражение в первый день восстания состоялось возле приюта, где отряд Королевского Ирландского Полка обнаружил аванпост повстанцев на северо-западном углу, повстанцев из числа подчинённых Имона Кента. Британские войска, понеся небольшие потери, сумели перегруппироваться и провести несколько атак на аванпост, вынудив в итоге защищавшую его небольшую группу повстанцев сдаться. Тем не менее, остальная часть приюта осталась в руках восставших.
Трое невооружённых полицейских были застрелены в первый день восстания, после чего комиссар увёл патрули с улиц. Из-за этого, в частности, по центру города прокатилась волна грабежей. После окончания восстания, за мародёрство были арестованы 425 человек.

### Со вторника по субботу
Во вторник ирландский наместник лорд Уимборн объявил в стране военное положение. Все властные полномочия были переданы в руки бригадного генерала Уильяма Лоу. Первым делом британцы направили усилия на обеспечение безопасности Дублинского замка и на то, чтобы изолировать штаб повстанцев, который, как они считали, находился в Либерти-холл. Лоу не знал, какими силами располагают повстанцы, поэтому в своих действиях проявил осторожную неспешность. Прибыв рано утром во вторник, 25 апреля, в Дублин из Куррага с 1269 людьми, он отбил у повстанцев здание ратуши.
Поскольку восставшим не удалось захватить ни вокзалы, ни порты, то на протяжении недели британцы смогли без проблем подтянуть подкрепления из Белфаста и Куррага. К концу недели в городе уже было около 16 000 британских солдат. Вдобавок, британцы располагали артиллерией, доставленной из гарнизона в Атлоне и прибывшим по реке Лиффи патрульным судном «Хельга». В среду, 26 апреля, орудия, установленные в Тринити-колледже и «Хельга» начали обстрел Либерти-холла и остальных позиций повстанцев, в первую очередь на мельнице и улице О’Коннела.
Основные позиции восставших у главпочтамта, у четырёх судов, фабрики Якобс и мельницы не подвергались особым атакам. Британцы предпочитали вести по ним артиллерийский обстрел, избегая прямых атак. Один из защитников почтамта вспоминал: «Нам практически не пришлось стрелять, потому что стрелять было не во что». Позиции восставших на Сейнт-Стивен-грин, удерживаемые Майклом Маллином и силами ИГА, потеряли свою значимость после того, как британцы расставили снайперов и пулемётчиков в отеле Шелбурн и окрестных зданиях. Люди Маллина отошли в здание Королевского хирургического колледжа, где и оставались до конца недели. Однако там, где повстанцы контролировали пути прибытия в город британских подкреплений, происходили ожесточённые столкновения.
Подкрепления, направленные в Дублин из Англии, высадились утром, 26 апреля. Серьёзное сражение состоялось в том месте, где повстанцы удерживали позиции вокруг Гранд-канала. Британские войска несколько раз попадали под перекрёстный огонь в попытке перебраться через канал в районе Маунт-стрит. Семнадцать Добровольцев нанесли серьёзный урон наступлению британцев, убив или ранив 240 человек. Генерал Лоу отказался искать обходные пути, приказав повторить фронтальную атаку на позиции восставших на Маунт-стрит. В конце концов, к четвергу британцам удалось взять эти позиции, однако потери во время сражения за них в итоге составили две трети общих потерь британцев за время восстания. С другой стороны погибло всего четверо человек.
В здании городского приюта для бедных и на Марроубон-лейн повстанцам также удалось нанести тяжёлые потери британским войскам. Приют представлял собой большой комплекс из нескольких зданий, вокруг и внутри которых развернулось жестокая схватка. В этой схватке особенно отличился офицер повстанцев Катал Бру, получивший тяжёлые ранения. К концу недели британцам удалось захватить несколько корпусов приюта, тогда как остальные остались в руках повстанцев.
Ещё местом, где на протяжении всей недели продолжалось сражение, оставалась Норт-кинг-стрит, возле здания Четырёх Судов. С четверга британцы пытались взять хорошо укреплённые позиции восставших. К моменту сдачи штаба повстанцев, британские войска полковника Тэйлора продвинулись лишь на 140 метров по улице, потеряв 11 человек убитыми и 28 ранеными. Разъярённые солдаты врывались в дома вдоль улицы, заколов и застрелив 15 гражданских, подозревая в них бойцов повстанцев.
В то же время, в другом месте — возле казарм Портобелло — некий офицер по имени Боуен Колтхёрст казнил, в общей сложности, шестерых человек, не принимавших участия в восстании. Среди казнённых был и известный своим пацифизмом писатель и национальный активист Фрэнсис Шихи-Скеффингтон.

## Поражение
После нескольких дней артобстрела восставшие были вынуждены покинуть почтамт из-за разгоревшегося пожара. Коннолли выбыл из строя, получив пулю в лодыжку, и передал командование Пирсу. О’Рахилли был убит во время одной из вылазок. Повстанцы пробили туннель через стену соседнего здания, чтобы эвакуироваться и, не попав под обстрел, занять новые позиции в доме № 16 по Мур-стрит. 29 апреля, в субботу, уже из этой новой штаб-квартиры, поняв, что дальнейшее сопротивление повлечёт за собой ещё большие жертвы среди мирного населения, Пирс издал приказ всем подразделениям сдаться. Безоговорочную капитуляцию Пирса принял бригадный генерал Лоу. Документ о сдаче гласил:
«С целью предотвратить дальнейшие убийства граждан Дублина и в надежде спасти жизни наших последователей, ныне безнадёжно окружённых превосходящими их по численности войсками, члены Временного Правительства соглашаются на безоговорочную капитуляцию. Командующие в других округах Дублина и графствах должны отдать приказ своим отрядам сложить оружие». Оригинальный текст (англ.)In order to prevent the further slaughter of Dublin citizens, and in the hope of saving the lives of our followers now surrounded and hopelessly outnumbered, the members of the Provisional Government present at headquarters have agreed to an unconditional surrender, and the commandants of the various districts in the City and County will order their commands to lay down arms.
Почтамт был единственным серьёзным объектом, который удалось отбить у восставших. Остальные сдались только после того, как получили приказ от Пирса. Локальные столкновения продолжались до воскресенья, пока весть о сдаче не достигла остальных частей восставших. Командование британскими частями перешло от Лоу к генералу Джону Максвеллу, который прибыл в Дублин как раз ко времени принятия капитуляции. Максвелл был назначен временным военным губернатором Ирландии.

## Восстание в остальной Ирландии
В воскресенье подразделения Добровольцев в разных частях Ирландии были мобилизованы, но получив приказ от Оуэна Макнейла, большинство из них разошлось по домам. К тому же из-за захвата немецкого транспорта провинциальные Добровольцы были очень плохо вооружены.
На юге около 1200 Добровольцев собрались в воскресенье в Корке, под командой Томаса МакКёртайна. Однако, получив девять приказов из Дублина об отмене выступления, они разошлись по домам. К досаде многих добровольцев, МакКёртайн сдал всё оружие британцам. Единственная стычка произошла при аресте братьев Кент: один из них в перестрелке с полицией был убит, второй казнён позднее.
Похожим образом развивались события и на севере. Несколько рот были мобилизованы в Колайленде, графство Тирон, среди них — 132 человека из Белфаста, под руководством президента ИРБ Денниса МакКаллоха. Приведённые в замешательство контрприказами, эти добровольцы тоже разошлись без сражения.

### Ашборн
Единственное крупное столкновение вне Дублина произошло в Ашборне, графство Мит. Дублинскую Бригаду Волонтёров, пятый батальон (известный как Батальон Фингла), возглавили Томас Эш и Ричард Мулкехи. 60 человек были мобилизованы в Сордсе, где они захватили полицейские казармы и почту. Таким же образом были захвачены соседние деревни Донабэйт и Гарристаун, после чего добровольцы атаковали полицейские казармы в Аштауне. Эта атака вылилась в пятичасовую перестрелку, в ходе которой восемь констеблей были убиты и 14 — ранены. Среди добровольцев убитых было двое, раненых — пятеро, а также под огнём был смертельно ранен один местный житель. Люди Эша расположились лагерем неподалёку от Дублина, в местечке Каслбеллингем, где и оставались, пока не получили приказа о сдаче в субботу.

### Эннискорти
В графстве Вексфорд около сотни добровольцев, ведомые Робертом Бреннаном, Шимусом Дойлом и Дж. Р. Этчингемом захватили Эннискорти во вторник, 27 апреля и удерживали его вплоть до воскресенья. Они попытались захватить местные казармы полиции, однако атака была неудачной, так что восставшие ограничились тем, что блокировали казармы. Захватив город, повстанцы вывесили ирландский флаг над зданием театра (где располагался их штаб) и организовали патрулирование города. Небольшой отряд, отправленный ими в Дублин, вернулся, потому что наткнулся на поезд, заполненным британскими войсками. В субботу двум лидерам добровольцев организовали в тюрьме Арбор-Хилл встречу с Пирсом, который приказал им сдаться.

### Голуэй
На западе Лиам Меллоуз возглавил отряд из 600—700 добровольцев. Этот отряд предпринял ряд нападений на полицейские участки в Оранморе и Кларинбридже, графство Голуэй. Во время столкновений в Карнморе двое полицейских были убиты. Многие люди Меллоуза были вооружены только лишь пиками, всего у них было около 25 винтовок и 300 дробовиков. К концу недели люди Меллоуза прослышав о направляющихся на запад британских войсках, заметно пали духом. К тому же, британский крейсер «Глостер» прибыл в бухту Голуэй и обстрелял поля вокруг Атенрай, где базировались повстанцы.
29 апреля, добровольцы, оценив ситуацию как безнадёжную, рассеялись в окрестностях Атенрая. Сразу после окончания восстания многие из них были арестованы, другие, в том числе и Меллоуз, пустились в бега. К тому времени, когда британские войска прибыли на запад, восстание уже окончилось само собой.

## Потери
По данным британской армии, потери военных составили 116 человек убитыми и 368 ранеными. Ещё девять человек пропали без вести. Было убито 16 полицейских и ранено 29. 318 повстанцев и мирных жителей было убито, 2217 ранено. Добровольцы и ИГА зафиксировали, что 64 человека было убито за время боёв, остальные пострадавшие среди ирландцев отмечались без разделения на повстанцев и мирных жителей. Все убитые полицейские были ирландцами, среди убитых солдат ирландцами были 22 человека. Солдат, за телами которых не приехал никто из родственников, похоронили на военном кладбище Гренгегорман.
Большинство пострадавших, убитых и раненых, оказалось среди мирных граждан. Обе стороны виновны в убийствах гражданских — когда те отказывались подчиняться приказам, и повстанцы, и британцы открывали огонь на поражение. Но ещё больше потерь среди мирного населения были вызваны британским артиллерийским огнём и осколками снарядов. По словам одного ирландского полицейского, «британцы в каждом видели врага и стреляли во всё, что двигалось».

## Последствия восстания

### Аресты и казни
Генерал Максвелл сразу же объявил своим намерением «арестовать всех опасных членов Шинн Фейн», включая «тех, кто принимал активное участие в жизни партии, несмотря на то, что не участвовал в восстании». Общественное мнение в то время склонно было считать, что за восстанием стоят сепаратисты из «Шинн Фейн», хотя эта организация на тот момент не была ни военизированной, ни республиканской.
В общей сложности 3430 мужчин и 79 женщин были арестованы, однако большую часть из них вскоре отпустили. 2 мая в графстве Корк во время ареста семьи Кентов застрелили начальника полиции, Ричард Кент был застрелен в той же стычке, Томас и Уильям Кенты арестованы.
Начавшийся второго мая военный трибунал приговорил к смертной казни 90 человек. Максвелл утвердил этот приговор для пятнадцати из них (включая всех семерых, подписавших Прокламацию). С третьего по двенадцатое мая всех приговорённых расстреляли во дворе тюрьмы Килмэнхэм (серьёзно раненого Конноли во время расстрела привязали к стулу — он не мог стоять из-за раздроблённой лодыжки). Помимо лидеров, среди казнённых оказались Вилли Пирс, который называл себя «личным атташе моего брата, Патрика Пирса»; Джон МакБрайд, который даже не знал о подготовке восстания, пока оно не началось, но сражался против Британии в англо-бурской войне за пятнадцать лет до этого; Томас Кент, который и вовсе не принимал участия в восстании — он был казнён за убийство полицейского во время проведения обыска в его доме неделей позже. Имону де Валера, который командовал третьим батальоном, удалось избежать казни, отчасти из-за своего американского гражданства. Главой военного трибунала был Чарльз Блэкайдер.
1480 человек были интернированы в Англию и Уэльс согласно Указанию 14В Акта о Защите Страны от 1914 года. Многие из них, Артур Гриффит в частности, принимали минимальное — или даже не принимали вовсе — участие в восстании. Лагеря, в которых они содержались — лагерь для интернированных во Фронгоче и другие — стали своего рода «университетами революции», где будущие лидеры Майкл Коллинз, Теренс МакСуини, Дж. Дж. О’Коннел начали разрабатывать план дальнейшей борьбы за независимость. Казни лидеров Восстания прошли в течение девяти дней:
- 3 мая: Патрик Пирс, Томас Дж. Кларк и Томас Макдона
- 4 мая: Джозеф Планкетт, Уильям Пирс, Эдвард Дэли[англ.] и Майкл О’Ханрахан[англ.]
- 5 мая: Джон МакБрайд[англ.]
- 8 мая: Имон Кент, Майкл Маллин[англ.], Шон Хьюстон[англ.] и Кон Колберт[англ.]
- 12 мая: Джеймс Конноли и Шон Макдермотт

Сэр Роджер Кейсмент был осуждён в Лондоне за государственную измену и повешен в Пентонвильской тюрьме третьего августа.

### Расследование
Для того, чтобы выяснить причины Восстания, была созвана Королевская комиссия. Слушания начались 18 мая, председателем комиссии стал лорд Гардинг, барон Пенсхёрст. Показания давали сэр Мэттью Нэйтан, Бирелл лорд Уимборн, сэр Невилл Чемберлен (глава ирландской королевской полиции), генерал Ловик Френд, майор Айвор Прайс из военной разведки и другие. Отчёт, опубликованный двадцать шестого июня, раскритиковал методы дублинской администрации, сообщая, что
«На протяжении нескольких лет Ирландия управлялась в согласии с принципом, что безопаснее и целесообразнее оставить закон бездействовать, если есть возможность избежать столкновения с какой-нибудь народной ирландской организацией».Оригинальный текст (англ.)Ireland for several years had been administered on the principle that it was safer and more expedient to leave the law in abeyance if collision with any faction of the Irish people could thereby be avoided.
Бирелл и Нэйтан подали в отставку сразу же после восстания. Уимборну также пришлось подать в отставку, Ллойд-Джордж отозвал его в Лондон, однако в конце 1917 года вернул на прежнее место. Чемберлен вскоре также ушёл в отставку.

### Реакция горожан
Разразившееся столь неожиданно, восстание привело в замешательство представителей дублинской общественности. Джеймс Стефенс, который был в Дублине всю неделю, писал: «Никто не был готов к мятежу. Всё это так внезапно обрушилось на нас, что никто не знал, чью сторону принять».
В некоторых частях города волонтёры столкнулись с неприкрытой враждебностью. Когда они занимали позиции в госпитале приюта для бедных и на фабрике Якобс, повстанцам пришлось отбиваться от гражданских, которые пытались им помешать. Стрельба по гражданским и драка с ними не добавили Добровольцам популярности в этих районах. Ещё более враждебно встретили восстание юнионисты и женщины, чьи мужья или дети сражались в британской армии на фронтах Первой Мировой войны. Даже среди сторонников Ирландской парламентской партии было популярно мнение, что восстание — это диверсия по отношению к их делу.
Гибель людей и разрушенные дома — единственные наглядные результаты мятежа — лишь усилили ненависть дублинцев к повстанцам. К тому же, начались перебои с поставкой продовольствия в город. После сдачи Добровольцев забрасывали мусором, обзывали «убийцами» и «мучителями народа». Один из них, Роберт Холланд, вспоминал, что бедняки освистывали и осыпали его оскорблениями, и даже те, кто знал его, не скрывали своей ненависти. Лишь защита британских солдат уберегла его от самосуда толпы.
Тем не менее, нельзя сказать, что общество однозначно враждебно отнеслось к поверженным повстанцам. Часть горожан были скорее испуганными, чем озлобленными и многие Добровольцы вспоминали людей, которые смотрели на них с молчаливым одобрением. Канадский журналист и писатель Фредерик Артур МакКензи писал, что в бедных кварталах «нашёл много людей, сочувствовавших бунтовщикам, особенно после того, как они потерпели поражение».Томас Джонсон, лидер лейбористов, напротив, считал что «не было ни единого признака сочувствия к бунтовщикам, но было общее восхищение их отвагой и поведением».
Под впечатлением от реакции британских властей многие ирландские националисты переменили своё мнение: от враждебности они перешли к поддержке и одобрению лидеров Пасхального Восстания 1916 года. Например, дублинский бизнесмен Джеймс Дж. Дуглас, до того выступавший за гомруль, писал, что его политические взгляды резко изменились за время восстания и последовавшей британской военной оккупации города. Он пришёл к выводу, что парламентскими методами от англичан не избавиться.

### Расцвет «Шинн Фейн»
Митинг, организованный 19 апреля 1917 года Джорджем Планкеттом, привёл к формированию широкого политического движения под знаменем «Шинн Фейн» которое вылилось в создание высокой ассамблеи Шинн Фейн 25 октября 1917 года. Призывной Кризис 1918 года ещё больше усилил общественную поддержку «Шинн Фейн» перед общенациональными выборами в британский парламент 14 декабря 1918 года. Выборы увенчались убедительной победой «Шинн Фейн», избранные кандидаты собрались 21 января 1919 года в Дублине для того, чтобы сформировать ирландский парламент Дейл Айрен и принять Декларацию Независимости.

## Память
Вскоре после Пасхального восстания поэт Фрэнсис Людвидж написал «Улицу О’Коннела» и «Плач по поэтам тысяча девятьсот шестнадцатого», где описывал своё чувство утраты и признавался, что лелеет те же мечты, что и восставшие ирландские республиканцы. Он также написал «Плач по Томасу Макдоне» о своём павшем друге. Через несколько месяцев после Пасхального Восстания, Йейтс увековечил некоторых из погибших деятелей республиканского движения и описал свои мятущиеся чувства в поэме «Пасха, 1916».
Некоторые из переживших восстание позднее превратились в лидеров независимого Ирландского государства. Казнённые стали своего рода мучениками, их могилы в Дублине, во дворе бывшей военной тюрьмы Арбор-хилл были объявлены национальным памятником, а текст Прокламации учили дети в школе. Каждый год на пасхальное воскресенье проводится памятный парад. В 1966 году телекомпания RTE подготовила цикл программ, посвящённых пятидесятилетнему юбилею Пасхального Восстания.
Беспорядки в Северной Ирландии заставили по-иному взглянуть на военное прошлое страны — и в частности, на Пасхальное Восстание. В семидесятых года правительство Ирландии позволило себе проводить параллели между вооружённым протестом 1916 года и тем, что творилось на улицах Белфаста и Дерри.
Ирландские республиканцы по-прежнему продолжали свято чтить подвиг лидеров восстания, их изображения появлялись на уличных фресках, в их честь устраивались парады. В то же время правительство Ирландии в 70-х годах отменило ежегодные парады в Дублине, а в 1976 году и вовсе запретило юбилейную церемонию, организованную. «Шинн Фейн» возле Главпочтамта.
С началом мирных переговоров в 1990-х годах официальный взгляд на восстание вновь стал меняться, на этот раз — в положительную сторону. В 1996 году юбилейную церемонию в Дублине посетил премьер-министр Ирландии, а в 2006 году правительство возобновило военные парады на пасхальное воскресенье в память о восстании. Сейчас ежегодную церемонию помимо потомков тех, кто принимал участие в восстании, посещают многочисленные официальные лица, включая президента и премьер-министра страны.
В декабре 2014 года городской совет Дублина одобрил предложение создать исторический маршрут по местам основных событий Пасхального Восстания 1916 года. Прочерченный зелёный краской маршрут будет охватывать исторические места, связанные с восстанием, такие, как Главпочтамт или здание четырёх судов.
27 марта 2016 года в Дублине прошли торжественные мероприятия, в том числе военный парад, посвящённые 100-летию Пасхального восстания.
В 2016 году в честь 100-летия Пасхального восстания была выпущена памятная монета номиналом 2 евро тиражом в 4,5 млн экземпляров

## В культуре
- Действие пьесы Шона О’Кейси «Плуг и звёзды»[en] происходит во время Пасхального Восстания.
- Роман Лайама О’Флаэрти «Мятеж»[en].
- Фильм Нила Джордана «Майкл Коллинз» 1996 года с Лиамом Нисоном в главной роли начинается со сцены подавления восстания.
- Графический роман Джерри Ханта[en] «Окровавленная роза»[en] изображает события Пасхального восстания[101].
- События Пасхального восстания также легли в основу романа английской писательницы Айрис Мёрдок «Алое и зелёное»[en], в котором описаны Ирландия и несколько предшествующих событиям 24 апреля 1916 года дней, вплоть до дня начала вооружённого восстания, через призму взаимоотношений в нескольких ирландских семействах, связанных узами родства.
- В альбом No Need To Argue (1994) ирландской рок-группы The Cranberries входит песня «Зомби» (англ. Zombie), в которой призывается забыть о событиях 16-го года, порвать с политизированным прошлым, а боевики ИРА называются «зомби».
- В. И. Ленин в июле 1916 года написал статью «Ирландское восстание 1916 года». В ней он даёт высокую оценку его значению. В частности он пишет: Мы были бы очень плохими революционерами, если бы в великой освободительной войне пролетариата за социализм не сумели использовать всякого народного движения против отдельных бедствий империализма в интересах обострения и расширения кризиса. Если бы мы стали, с одной стороны, заявлять и повторять на тысячи ладов, что мы «против» всякого национального гнёта, а с другой стороны, называть «путчем» геройское восстание наиболее подвижной и интеллигентной части некоторых классов угнетённой нации против угнетателей, — мы низвели бы себя до уровня столь же тупого, как каутскианцы. Несчастие ирландцев в том, что они восстали несвоевременно…[102].
- В романе Раймона Кено «С ними по-хорошему нельзя» описывается захват дублинского Главпочтамта во время Пасхального восстания.
- В 1919 году приходской священник из Ньюкасла написал песню «Foggy Dew», призывает ирландцев к борьбе за дело Ирландии, а не за интересы Британии, как сражающиеся в Первой мировой войне.Right proudly high over Dublin Town they hung out the flag of war
'Twas better to die 'neath an Irish sky than at Suvla or Sud-El-Bar
- В новелле Дэниэла Коркери «Тру́сы?» Пасхальное восстание подкосило боевой дух потомственного военного-ирландца, сражавшегося на стороне Великобритании.
- В ноябре 2010 года вышла в свет художественная биография Роджера Kейсмента, написанная Нобелевским лауреатом Марио Варгасом Льосой — «Сон кельта»[en] (исп. El sueño del celta). В книге в том числе поднимается тема роста ирландского патриотизма, попытки Kейсмента набрать добровольцев среди ирландских военнопленных и последствия Пасхального восстания